# Fierza (Kukës)
Fierza kisváros, egyúttal alközségi központ Albánia északkeleti részén, Kukës városától légvonalban 35, közúton 110 kilométerre északnyugatra, a Drin folyó jobb partján, Bajram Curritól dél-délnyugati irányban. Kukës megyén belül Tropoja község része, azon belül Fierza alközség központja. A város lakossága 913 fő, ezzel Albánia egyik legkisebb városi jogállású települése. Elsősorban a határában épített, a Fierzai-tó vizét felduzzasztó gátról és vízerőműről nevezetes, valamint itt van az utazók körében közkedvelt, vadregényes komani-tavi vízi út keleti végállomása.

## Fekvése
Fierza városkája – voltaképpen az 1970-es években épült lakótelep – a Drin jobb partján, a Valbona torkolatvidékén helyezkedik el. Itt található a Drin völgyében felduzzasztott Komani-tó keleti végpontja, egyúttal a Kukësig húzódó, szintén mesterséges Fierzai-tó gátja. A Komani-tavon mintegy 30 kilométeres vízi útvonalon közlekedő, esetenként autókat is szállító kompok kikötőhelye a városkától nyugatra, a Valbona túlpartján található. A Fushë-Arrëz vidékét Bajram Currival összekötő SH22-es jelű főútvonal átmegy a városon.

## Története
A római korban a Drin völgyében épített út kötötte össze Scodrát Dardania provinciával, ennek az útnak a maradványait Fierza közelében is felfedezték. A régi Fierza a Drin bal oldalán terül el, a bugjoni törzs fontos települése volt, ez azonban ma már Shkodra megyéhez tartozik (Fierza), vagyis a régi és az új Fierzát a Drin mellett a megyehatár is szétválasztja.
1971-ben kínai segítséggel indult meg a Fierza melletti duzzasztógát építése, amellyel 1976-ra készültek el. Ekkor alakult ki Fierza városkája is, amely voltaképpen a duzzasztógát és az erőmű működtetését biztosító dolgozók blokkházaiból áll. Két évvel később, 1978-ban helyezték üzembe magát a Párt Fénye Vízerőművet (Hidrocentrali Drita e Partisë), pontosabban az 500 ezer kilowatt összteljesítményű négy turbinából kettőt. Az albán–kínai viszony időközbeni megromlása és a forráshiány késleltette a teljes termelőkapacitás elérését: a harmadik turbinát csak a hatodik ötéves tervidőszak (1976–1980) végéig állították munkába, egyúttal átadták a Fierza és Burrel közötti 220 kilovoltos távvezetéket is. Az 1986. évi pártkongresszuson jelentették be, hogy a negyedik turbina is üzembe állt.